# Earnest Goodsir-Cullen
Ernest John Goodsir-Cullen (15 juli 1912 - december 1993) was een Indiaas hockeyer. 
Goodsir-Cullen won met de Indiase ploeg de olympische gouden medaille in 1936. Goodsir-Cullen kwam in actie in vijf wedstrijden en maakte één doelpunt. Zijn broer  William won in 1932 olympisch goud.

## Resultaten
- 1936  Olympische Zomerspelen in Berlijn